# اریک شولدبرگ
اریک شولدبرگ (انگلیسی: Erik Skjoldbjærg؛ زادهٔ ۱۴ دسامبر ۱۹۶۴) کارگردان فیلم، و فیلم‌نامه‌نویس اهل نروژ است. سال ۲۰۱۴ فیلم پیشگام او برای نمایش در بخش ارائه ویژه در جشنواره بین‌المللی فیلم تورنتو انتخاب شد.
از جمله آثار او می‌توان به اشغال‌شده، بی‌خوابی و ملت پروزاک اشاره کرد.